# Освобождение Пальмиры (2016)
Освобожде́ние Пальми́ры — эпизод сирийского конфликта, в ходе которого части армии Сирии и российского спецназа освободили город Пальмира и его современную часть — город Тадмор от боевиков группировки «Исламское государство». Операция длилась с 13 по 27 марта 2016 года и закончилась полным освобождением городов и их окрестностей.

## Подготовка
Начиная с 9 марта ВКС России наносили авиаудары по позициям террористов близ Пальмиры, а также по конвоям боевиков, следующим из Ракки и Дейр-эз-Зора с поддержкой.

## Ход операции

### Кампания сирийской армии
13 марта 2016 года армия Сирии начала операцию по освобождению города.
14 марта 2016 года сирийские военные заняли две из трёх стратегически важных высот — «высоту 800» и «высоту 853» юго-восточнее Пальмиры. В бою за них был убит один из «эмиров» Пальмиры Халил Мохамед.
15 марта 2016 года сирийской армии при поддержке ВКС РФ удалось занять последнюю стратегически важную для освобождения города «высоту 939», в горах к западу от Пальмиры.
17 марта 2016 года боевики ИГ предприняли безуспешную контр-атаку на «высоту 939», которая после нескольких часов боя, была отбита сирийскими военными. Позже, в тот же день, к сирийским военным прибыло подкрепление, состоящее из морских пехотинцев и боевиков Хезболлы.
В тот же день боевики ИГ опубликовали видео с убитым, по их словам, российским военнослужащим. На видео показано тело убитого и снаряжение, которое включало медикаменты с надписями на русском языке. Боевики заявили о 5 убитых российских военных. Несколько часов спустя в интернет выложены групповые и одиночные фотографии с российскими военными, полученные, вероятно, с мобильного телефона убитого.
18 марта 2016 года в бою с правительственными войсками за историческую часть города был убит второй «эмир» Пальмиры Султан Бин Абдиль-Рахман.
23 марта 2016 года стало известно, что сирийская правительственная армия взяла под контроль историческую часть города при помощи ССО России.
24 марта 2016 года стало известно о гибели Александра Прохоренко, офицера российских ССО, вблизи Пальмиры: во избежание попадания в плен к боевикам он был вынужден вызвать огонь на себя. Это произошло, когда сирийские правительственные войска освободили историческую часть Пальмиры от террористов ИГ.
25 марта 2016 года сирийская армия освободила исторический замок Фахр-ад-дина, господствующий над Пальмирой. Кроме того, на юго-западе города освобождены район гостиниц и ресторанов, крепость, а также долина некрополя.
26 марта 2016 года группы боевиков отступили к северным окраинам Пальмиры. Однако как на востоке, так и на западе города террористы оказывали ожесточённое сопротивление.
За сутки ВКС РФ совершили 40 вылетов в районе Пальмиры, нанесены удары по 158 объектам террористов, в результате которых уничтожено более 100 боевиков, 4 танка, 3 артиллерийские установки, 4 склада с боеприпасами и 5 единиц автомобильной техники.
27 марта 2016 года сирийская правительственная армия полностью освободила Пальмиру от террористов ИГ.
За сутки ВКС России совершили 40 вылетов в район Пальмиры и нанесли удары по 117 военным объектам террористов. Уничтожены 8 пунктов управления, 12 опорных пунктов, более 80 террористов, 2 танка, 3 артиллерийских установки, 8 единиц автомобильной техники и 6 складов с боеприпасами.
28 марта 2016 года Начальник Генерального штаба ВС РФ Валерий Герасимов сообщил, что Пальмира освобождена при участии ВКС РФ, российского спецназа и военных советников.
В этот день в центре Пальмиры в 15:00 по местному времени был поднят государственный флаг Сирии.
Согласно распоряжению Президента России Владимира Путина, в разминировании города приняли участие Международный противоминный центр Вооруженных Сил Российской Федерации, а в реставрации исторических памятников города — Институт истории материальной культуры РАН и Государственный Эрмитаж. Архитектурно-историческую часть Пальмиры российские специалисты полностью разминировали к 21 апреля 2016 года.
31 марта 2016 года стало известно, что российская авиация в период с 7 по 27 марта в интересах подразделений правительственных войск в районе Пальмиры выполнила около 500 боевых вылетов, в ходе которых по террористам ИГ нанесено более 2 000 авиационных ударов. ВКС РФ ежедневно уничтожали автомобильные колонны с боевиками и боеприпасами, которые пытались прорваться в Пальмиру со стороны Ракки и Дейр-эз-Зора. Помимо этого, стало официально известно о применении российскими ВКС на направлении «Пальмира» вертолётов Ми-28 «Ночной охотник».
5 мая 2016 года симфонический оркестр Мариинского театра под руководством Валерия Гергиева дал концерт под названием «С молитвой о Пальмире» в древнем амфитеатре сирийского города Пальмиры, освобождённой сирийской правительственной армией при поддержки российских ВКС от террористической организации ИГ. Концерт был приурочен ко Дню Победы и посвящён памяти казнённого боевиками ИГ смотрителя Пальмиры Халида Асаада и российского офицера Героя Российской Федерации Александра Прохоренко, погибшего при освобождении Пальмиры от ИГ.
Министерство обороны России учредило медали «За освобождение Пальмиры» и «За разминирование Пальмиры».
По данным СМИ, 8 мая 2016 года российские военные начали обустраивать новую военную базу в районе Пальмиры, недалеко от военного аэродрома, которая будет являться центром подготовки операций против боевиков ИГ. Так на кадрах журналистов «Франс-Пресс» были запечатлены средства противовоздушной обороны Панцирь-С1. Минобороны России опровергло информацию о строительстве военный базы в Пальмире, заявив что на фотографиях со спутника, которые опубликовало издание, запечатлён временный лагерь.

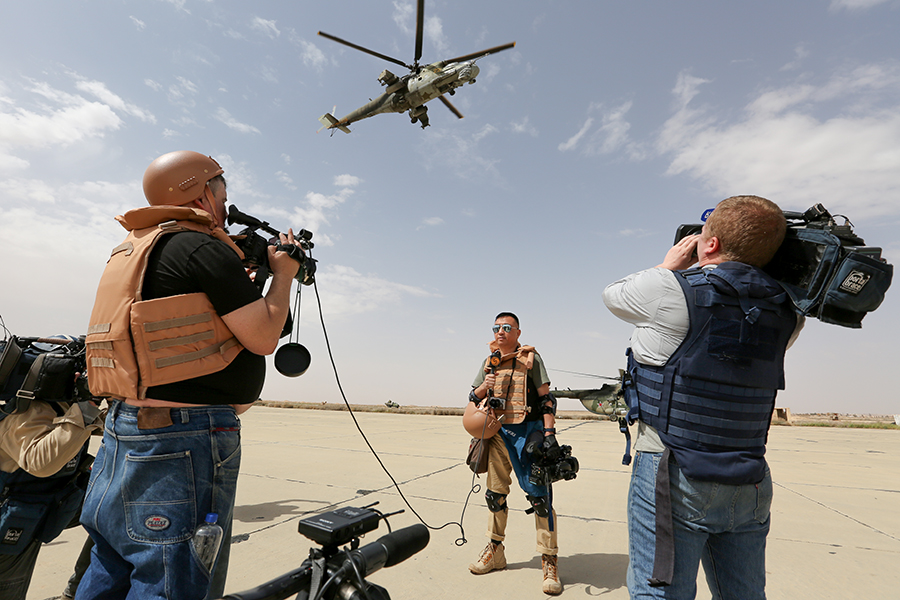
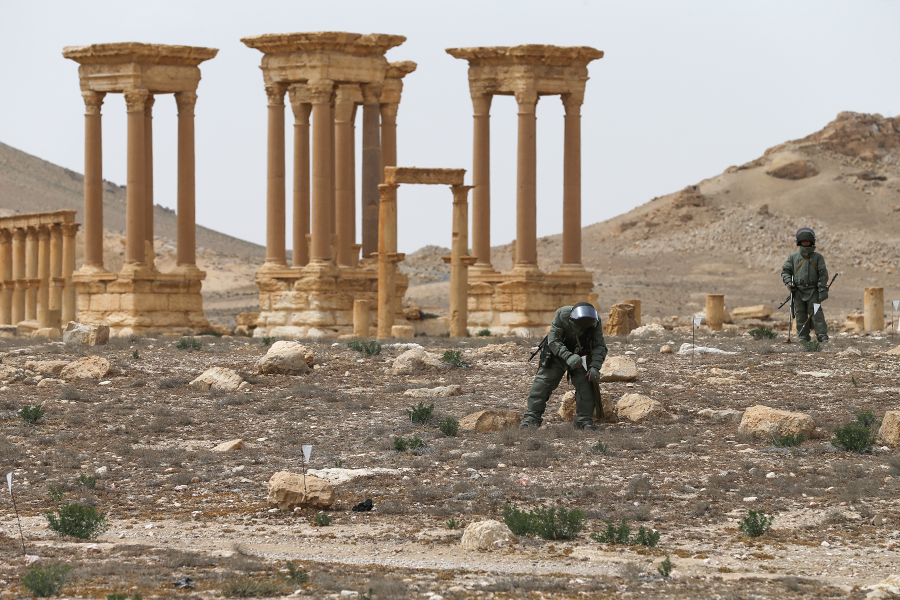
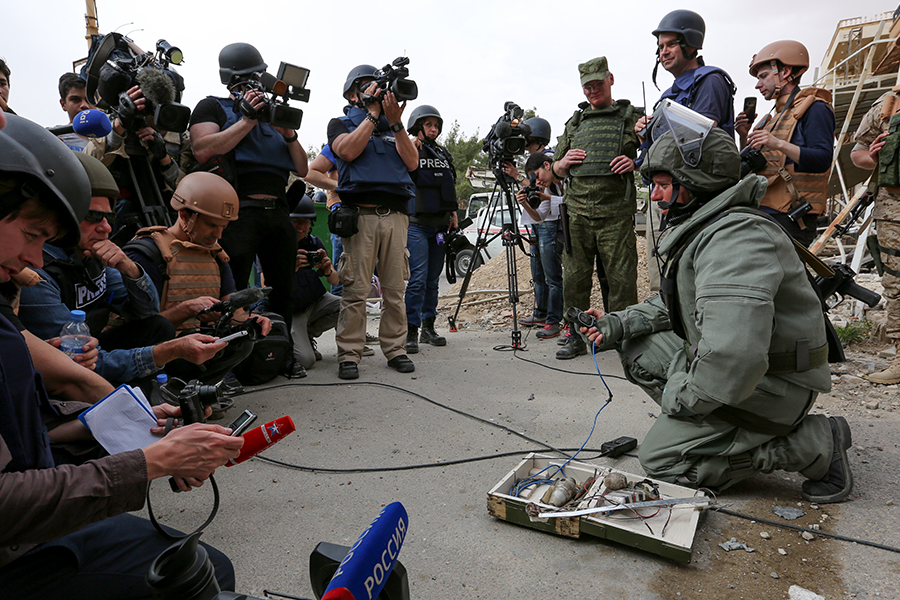
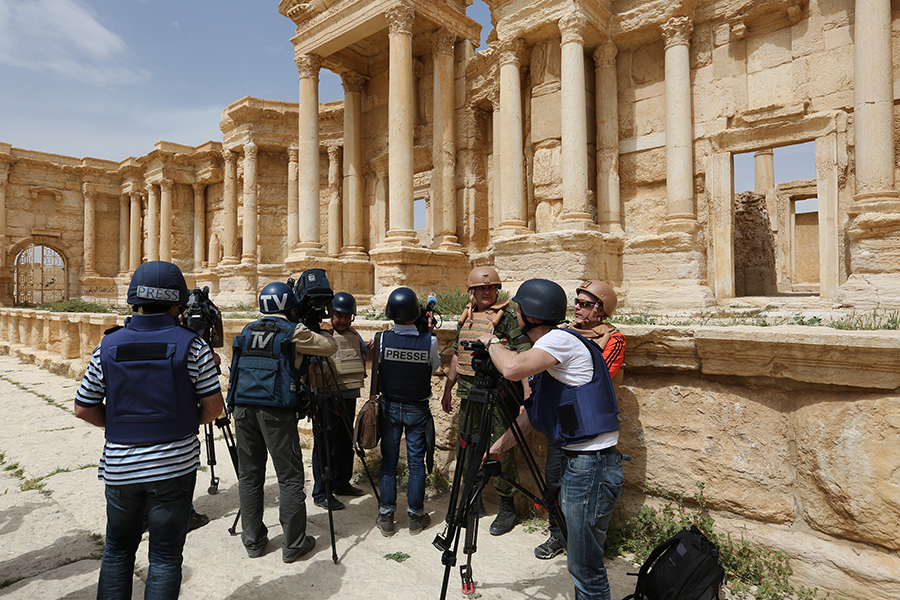
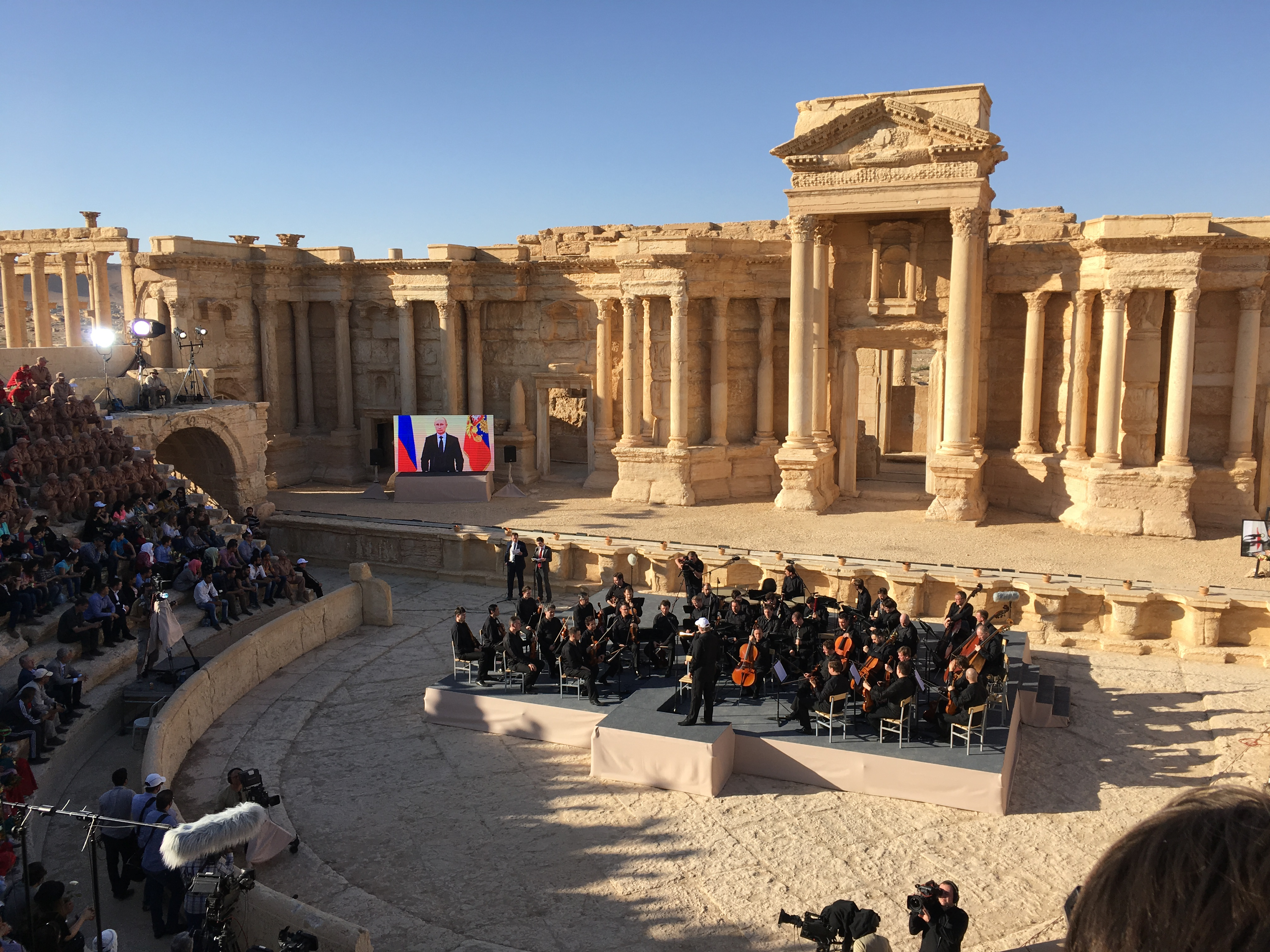

### Бои за Пальмиру в декабре 2016—марте 2017
В декабре 2016 года вновь вспыхнули ожесточённые бои за Пальмиру. 8 декабря на этом участке фронта погиб командир российского батальона майор Санал Санчиров. По сообщению издания «Аль-Маздар», 11 декабря 2016 года отряды вооружённых формирований «Исламского государства» взяли под свой контроль Пальмиру и 12 декабря 2016 года продолжили наступление в западном от Пальмиры направлении. По данным издания, террористы также захватили населённые пункты аль-Байярат и ад-Давва к западу от Пальмиры и нефтяное месторождение Хайян. По словам Талала Барази, губернатора провинции Хомс, в которой находится Пальмира, из города были эвакуированы 80 % населения.
Подготовка к новому освобождению Пальмиры продолжалась месяц, однако сама операция заняла 24 часа. Операцию спланировали и руководили ею российские военные инструкторы. Основной вклад в освобождение Пальмиры внесли ВКС России и ЧВК «Вагнер».
2 февраля 2017 года Пальмира была возвращена под контроль правительства Сирии.